# 角邦雄
角 邦雄（すみ くにお、1911年 - ？）は、日本の翻訳家。
鳥取県米子市出身。はじめジョン・スタインベックなどのノンフィクションを翻訳、のち「犬もの」の翻訳で人気を博した。

## 翻訳
- 『戦後ソヴェート紀行』（スタインベック、北海道新聞社） 1948、のち角川文庫
- 『アメリカ政府 民主政治の実際的運営』（W・パトマン、新人社） 1949
- 『共産主義の実際』（イギリス放送協会編、角川新書） 1954
- 『衰えなきSEX』（アンナ・ダニエル、横山博行共訳、現代ブック社） 1963
- 『かつて戦争があった 第二次大戦従軍記』（ジョン・スタインベック、弘文堂） 1965
- 『犬になりたくなかった犬』（ファーレイ・モウワット、文芸春秋、ポケット文春） 1967、のち文春文庫
- 『浴槽の中のワシ』（ジュール・マニックス、文芸春秋、ポケット文春） 1968　のち『アドベンチャーハッピー 冒険きちがいの記録』として文春文庫
- 『白い嘘』（ロマン・ガリー、読売新聞社） 1968
- 『駄犬のマイクは大天才』（ジム・キェルガード、文芸春秋） 1970、のち文春文庫　のち『いたずらマイク』復刊ドットコム、2004
- 『素晴しい犬の物語』（D・H・ロレンスほか、読売新書） 1970
- 『赤毛の大きな犬』（ジム・キェルガード、文芸春秋） 1971、のち文春文庫　のち『名犬レッド』復刊ドットコム、2004
- 『犬犬犬の物語』（ジョン・ゴルスワージー他、読売新書） 1972
- 『甦る大地 最新シベリア紀行』（ファーレイ・モウワット、読売新聞社） 1974
- 『宿なしビルと迷犬ローバーの旅』（クリス・ウィリアムズ、パシフィカ） 1980.12

| スタブアイコン | サブスタブ | この項目は、まだ閲覧者の調べものの参照としては役立たない、文人（小説家・詩人・歌人・俳人・作詞家・作家・放送作家・随筆家（コラムニスト）・文芸評論家）に関連した書きかけの項目です。この項目を加筆・訂正などしてくださる協力者を求めています（P:文学/PJ:作家）。 |